# Pelo malo
Pelo malo è un film del 2013 diretto da Mariana Rondón presentato al Toronto International Film Festival 2013.

## Riconoscimenti
- Festival Internazionale del Cinema di San Sebastián
  - Concha de Oro